# (8072) Yojikondo
(8072) Yojikondo est un astéroïde de la ceinture principale.

## Description
(8072) Yojikondo est un astéroïde de la ceinture principale. Il fut découvert le 1er avril 1981 à Harvard par l'observatoire de l'université Harvard. Il présente une orbite caractérisée par un demi-grand axe de 2,39 UA, une excentricité de 0,15 et une inclinaison de 2,6° par rapport à l'écliptique.

## Compléments